# Chiune Sugihara

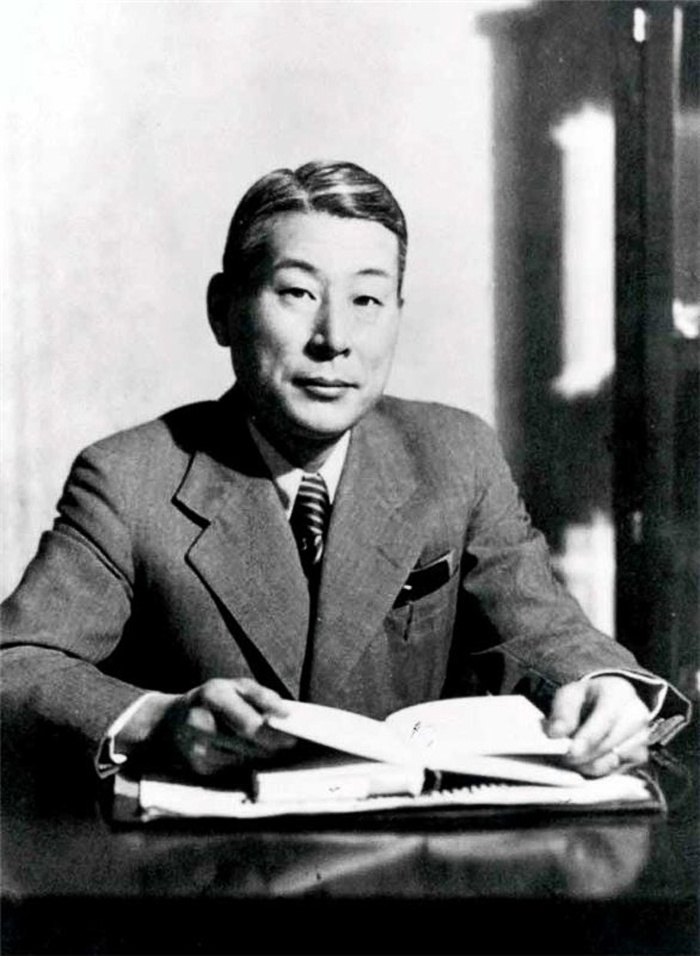
Chiune Sugihara.

Chiune Sugihara (杉原 千畝) född 1 januari 1900 i Mino, Gifu prefektur, död 31 juli 1986 i Kamakura, Kanagawa prefektur, var en japansk diplomat som är mest känd för att under andra världskriget ha räddat polska judar undan Förintelsen. Han gjorde detta utan några andra synbara motiv än att göra det rätta och kom därför att bli känd som "den japanske Schindler". 
Sugihara var mellan 1939 och 1940 Japans vicekonsul i Kaunas, Litauen. Under juni och augusti år 1940 utfärdade Sugihara, trots Tokyos motstånd, tusentals visum till judiska flyktingar som flytt undan Nazitysklands invasion av Polen 1939. Visumen gjorde att flyktingarna kunde resa till säkerhet i Japan, via Transsibiriska järnvägen. Uppgifterna om antalet judar som Sugihara skulle ha räddat på detta sätt varierar från 2 139 till 10 000. Troligtvis är det verkliga antalet någonstans på den nedre delen av skalan.
År 1985 fick han utmärkelsen Rättfärdig bland folken av den israeliska staten. År 1990 tilldelades han postumt Raoul Wallenberg-priset.

### Webbkällor
- ”Sempo ”Chiune” Sugihara, Japanese Savior” (på engelska). The International Raoul Wallenberg Foundation. Arkiverad från originalet den 23 september 2013. https://www.webcitation.org/6JqgFmudY?url=http://www.raoulwallenberg.net/saviors/others/sempo-quot-chiune-quot-914/. Läst 23 september 2013.